# Václav Burian
Václav Burian (ur. 28 sierpnia 1959 w Przerowie, zm. 9 października 2014 w Wiedniu) – czeski dziennikarz, publicysta, tłumacz, krytyk literacki i poeta.

## Życiorys
W 1996 ukończył studia polonistyczne i bohemistyczne na Uniwersytecie Františka Palackiego w Ołomuńcu. Od wspomnianego roku współpracował z tamtejszą polonistyką, katedrą dziennikarstwa oraz politologii.
Tłumaczył z języka polskiego, przede wszystkim poezję i eseistykę Czesława Miłosza. Do aksamitnej rewolucji publikował niemal wyłącznie w samizdacie. Później był redaktorem czeskich czasopism kulturalnych: „Arch A5” i „Notes”, ołomunieckiego dziennika „Hanacké noviny” oraz pisma „Scriptum”, w którym przygotował m.in. specjalny numer poświęcony literaturze polskiej i w którym omawiał m.in. polskie nowości książkowe. Był także redaktorem tygodnika „Literární noviny”.
Współredagował „Listy” – emigracyjne z początku pismo kulturalno-społeczno-polityczne, założone w 1971 roku w Rzymie przez Jiříego Pelikana, którego redakcja po 1989 roku przeniosła się do Pragi a obecnie mieści się w Ołomuńcu. 
Znajdował się w składzie kapituły „Nagrody Pelikana” – przyznawanej od 2004 przez redakcję pisma „Listy” (jej laureatami byli dotąd m.in.: polski premier Tadeusz Mazowiecki, redaktor naczelny „Gazety Wyborczej” Adam Michnik oraz czeska pisarka i eseistka mieszkająca w Niemczech Alena Wagnerova).
Własne wiersze i prozy poetyckie ogłaszał w różnych periodykach polskich, m.in. w: „Literaturze na Świecie”, „Kresach” i „Przeglądzie Artystyczno-Literackim” (w „Literaturze na Świecie” ukazał się także jego szkic krytyczny oraz wywiad z ostatnim niemieckojęzycznym pisarzem żydowskim mieszkającym w Czechach, Vlastimilem Polákiem). Jego teksty publikował również „Tygodnik Powszechny”, którego Burian był przez pewien czas czeskim korespondentem (m.in. w imieniu wieloletniego prezydenta Czechosłowacji i Czech Václava Havla odbierał w Krakowie, przyznaną mu przez to pismo nagrodę im. Św. Jerzego, w 2002 r.). W Polsce ukazał się wybór jego wierszy, były one także tłumaczone na język litewski (jego polskim tłumaczem jest Leszek Engelking).
W 2011 został honorowym członkiem Stowarzyszenia Pisarzy Polskich.
Mieszkał w Ołomuńcu na Morawach. Wielokrotnie przyjeżdżał do Polski, biorąc udział w spotkaniach dyskusyjnych i wieczorach poetyckich. Ostatni raz był w Polsce trzy dni przed śmiercią, w Lublinie, jako gość Międzynarodowego Festiwalu Literackiego – Czas Poetów.
Zmarł nagle, tuż po spotkaniu publicznym w ambasadzie Czech w Wiedniu, poświęconym prezentacji czasopisma „Listy”. Pogrzeb odbył się 18 października 2014 w kościele ewangelickim Braci Czeskich w Ołomuńcu. Podczas uroczystości pożegnali go m.in.: prof. Josef Jařab, Aleksander Kaczorowski, Leszek Engelking, Vladimíra Dvořáková i Jaroslav Miller.

## Nagrody i wyróżnienia
- Nagroda Ferdinanda Peroutki (Czechy, 2000);
- Nagroda im. Zbigniewa Dominiaka przyznawana za przekłady poezji polskiej na języki słowiańskie (2007);
- dziennikarska nagroda Vlado Čecha (Słowacja, 2007)
- Odznaka honorowa „Zasłużony dla Kultury Polskiej”[7]
- Medal Wdzięczności i Solidarności (Praga, 4.06.2014)[8].

## Twórczość
- Česká a slovenská literatura v exilu a samizdatu (informatorium pro učitele, studenty i laiky) (współautor; Hanácké Noviny, Olomouc 1991)
- Sedmkrát sedm kruhů. Jaroslav Šabata. Příběh paradokního politika (wespół z Tomášem Tichákiem; Votobia, Olomouc 1997)
- Czas szuflad (Wyd. Miniatura, Kraków 1997, 2005; tłum. Leszek Engelking, ISBN 83-7081-235-X)
- Blankyt půlnoci (poezje; ilustracje Martin Burian; Host, Brno 2007, ISBN 80-7294-235-2)

## Przekłady na język czeski (wybór)
- Czesław Miłosz, Miasto bez imienia (wydanie samizdatowe)
- Czesław Miłosz, Mapa czasu (1990, jeden z trojga tłumaczy), przekład
- Czesław Miłosz, Świadectwo poezji (1992)
- Lehčí kaliber (1994, Lżejszy kaliber; wybór polskiej aforystyki)
- Czesław Głombik, Neotomizm czeski lat trzydziestych (1995)
- Karol Wojtyła, Prameny a ruce. Básně a poetické meditace (1995; Źródła i ręce. Wiersze i medytacje poetyckie; wespół z Ivetą Mikešovą)
- Vlastimil Artur Polák, Bílá paní z ghetta (1996, Biała dama z getta; wespół z Olgą Polákovą)
- Chone Szmeruk, Historia literatury jidysz (1996)
- Leszek Engelking, A jiné básně a jiné básně (1998, jeden z czworga tłumaczy, współautor wyboru, autor posłowia)
- Andrzej Stasiuk, Jak jsem se stal spisovatelem (pokus o intelektuální autobiografii) (2004)
- Janusz Tazbir, Protokoły mędrców Syjonu. Prawda czy falsyfikat (Protokoly sionských mudrců: pravda nebo podvrh?, Wyd. Votobia, Ołomuniec 1996)
- Czesław Miłosz, Traktáty a přednášky ve veršich (1997, Traktaty i wykłady wierszem, zawiera: Traktat moralny, Traktat poetycki i Sześć wykładów wierszem; komentarz, noty i posłowie)
- Czesław Miłosz, Abecadło Miłosza (2005)
- Ryszard Krynicki, Kamień, szron (Kámen, jinovatka, 2006)